# Tom Meeusen
Tom Meeusen (7 november 1988) is een Belgisch wielrenner die vooral in het veldrijden actief is.

## Carrière

### Jeugd
In 2006 behaalde hij een bronzen medaille op het wereldkampioenschap veldrijden te Zeddam bij de junioren. Sinds 1 september 2007 maakte hij deel uit van het Fidea Cycling Team. Op 6 januari 2008 werd hij Belgisch kampioen veldrijden bij de beloften in Hofstade. Ook is Meeusen een Belgische topper in het mountainbiken en werd hij verschillende keren Belgisch kampioen: in 2004 (nieuwelingen), 2005 en 2006 (juniores), en 2009 (beloften). In 2010 haalde hij een vierde plaats op het  wereldkampioenschap veldrijden te Tábor waar de Poolse broers Szczepaniak met de gouden en bronzen medaille gingen lopen. Deze verloren ze echter later via de groene tafel wegens dopinggebruik voorafgaand aan dat WK. Meeusen kreeg uiteindelijk de zilveren medaille, de titel ging naar Arnaud Jouffroy.

### Profjaren
Vanaf januari 2010 reed hij als prof voor het Fidea Cycling Team. Op 10 januari 2010 reed hij zijn eerste Belgisch kampioenschap veldrijden bij de profs en behaalde hij onmiddellijk een 3de plaats na Sven Nys (1) en Klaas Vantornout (2).
In het seizoen 2010-11 won hij de Nacht van Woerden, en op 28 november zijn eerste superprestige wedstrijd in Gieten. Op 19 december won hij zijn eerste wereldbeker veldrit in het ondergesneeuwde Kalmthout door in de sprint Sven Nys te verslaan.
In zijn 2de profjaar moest Tom bevestigen, de eerste maanden liepen mede dankzij blessures niet vanzelfsprekend. Wel reed hij deze winter alle 8 de wereldbekercrossen. Naarmate het seizoen vorderde werd hij steeds beter. Ook de overwinningen bleven niet uit. Meeusen won zowel de Superprestige in Hoogstraten als de GVA Trofee in Lille.
Meeusen begon vol goede moed aan het seizoen 2012-2013. Hij wilde een stap zetten naast de zogenaamde grote drie: Sven Nys, Niels Albert en Kevin Pauwels.  Het draaide voor Meeusen echter anders uit. In het begin van het seizoen sukkelde hij met ziekte en voelde hij zich overtraind. Hij werd voor onbekende redenen gehoord als getuige (niet als verdachte) in een onderzoek tegen een dokter uit Rotselaar. Door dit onderzoek kon Meeusen niet deelnemen aan de resterende Wereldbekers en ook niet aan het WK in Louisville (VS).
Nadat de problemen achter de rug waren begon Meeusen flitsend aan het seizoen 2013-2014. Hij won meteen in Laarne en 's-Hertogenbosch. Later won hij ook nog de veldritklassieker 'Bpost Bank Trofee' op de Koppenberg. Halverwege het seizoen begon hij wat te sukkelen met ziekte en blessures. Toch eindigde hij sterk met zeges in de wereldbekermanche van Nommay en de Superprestige-cross van Middelkerke.
In het seizoen 2014-15 startte Meeusen matig, maar al snel groeide zijn vormpeil, wat resulteerde in een overwinning in de Superprestige-cross in Ruddervoorde begin november. Later op het seizoen won hij ook nog de klassieke Druivencross in Overijse. Aan de gerechtelijke beslommeringen die startten in de winter van 2012-13, kwam in dit seizoen een definitief einde, door de volledige vrijspraak door de Belgische Wielerbond op 28 april 2015.
Helemaal vrij van zorgen startte Meeusen goed het seizoen 2015-16 waarin hij al in oktober de crossen in Meulebeke en Ardooie won. De prestatie van dit seizoen was de overwinning in de Azencross in Loenhout eind december. Op het einde van het seizoen won Meeusen ook nog de Kleicross in Lebbeke. Op het WK in Zolder finishte Meeusen als 8ste.
Het seizoen 2016-17 werd volledig gedomineerd door Wout van Aert en Mathieu van der Poel. Meeusen reed net als vele andere crossers vaak voor de 3de plek en slaagde er acht maal in om op het podium te eindigen, waarvan één keer op het hoogste trapje in Sint-Niklaas. Op het WK in februari in Bieles breekt Toms fietskader in de eerste ronde, en daardoor meteen einde wedstrijd. Op het einde van dit seizoen maakte Meeusen de overstap naar het Beobank-Corendon-team, na 16 jaar trouwe dienst voor Telenet-Fidea.
In het seizoen 2017-18, het 8ste jaar van Meeusen bij de profs, in dienst van de Corendon-Circus ploeg, slaagt hij er niet in om een cross te winnen. Wel eindigde hij drie keer op het podium, in de Zilvermeercross in Mol, de Druivencross in Overijse, en de Vestingscross in Hulst. Voor het eerst werd Tom niet geselecteerd voor het WK.

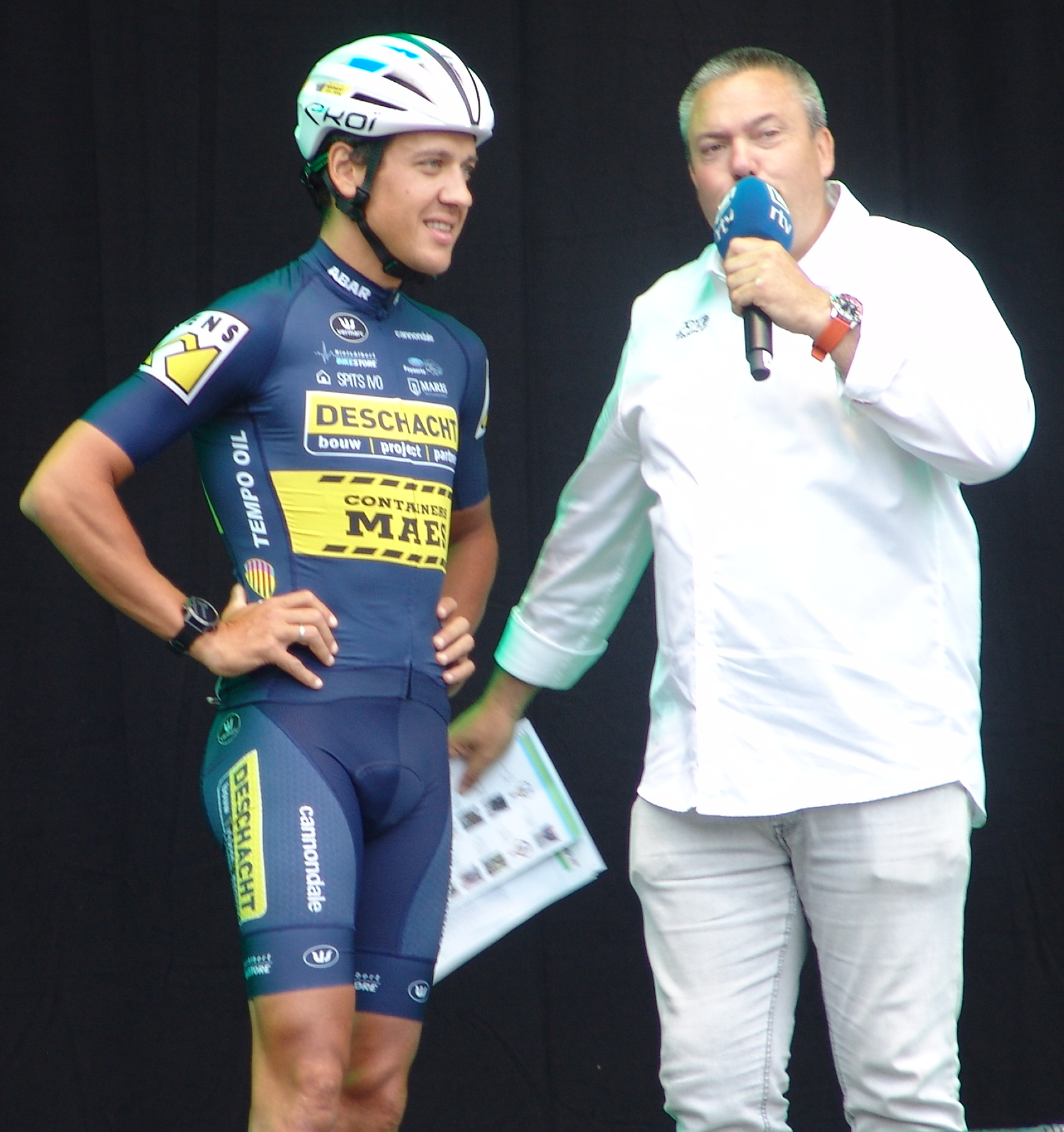
Meeusen in het na-Tourcriterium van Herentals (2022)

Het seizoen 2018-19 werd volledig gedomineerd door de ploegmaat van Meeusen, Mathieu van der Poel. Tom zelf slaagde er niet in om een cross te winnen, maar finishte wel drie keer op het podium, in november in Hamme, en op het einde van het seizoen in Leuven en in de Sluitingsprijs in Oostmalle.
Het seizoen 2019-20 werd opnieuw gedomineerd Mathieu van der Poel en Wout van Aert. Meeusen, ondertussen een van de oudere crossers, speelde een bijrol en kon enkel in de Zilvermeercross in Mol het podium halen. Op het einde van het cross-seizoen bevestigde hij wel zijn status als beste hoogspringer, door in de Cyclocross Masters in Waregem met z'n crossfiets over 75 centimeter te gaan.
In zijn 11de jaar bij de profs, 2020-21 kon Tom Meeusen niet veel potten breken. Hij startte in de kleuren van de nieuwe ploeg Group Hens-Maes Containers, als ploegmaat van Vincent Baestaens. Enkel in de Sylvestercross in Bredene kon Meeusen bij de eerste vijf finishen. 
Ook in de jaren erna kon Tom in de meeste crossen niet meer meedoen voor het podium, op een zege in de GP Destil in Oisterwijk in 2021 na. Op 12 december 2022 besloot Meeusen om per direct te stoppen als cyclocrosser. De cross in Essen (8e plaats) was de voorlopig laatste cross uit zijn loopbaan.
In de zomer van 2023 kwam onverwacht het nieuws dat Meeusen toch nog een extra jaar aan zijn profcarrière toevoegde, onder de vleugels van Marc Herremans, in de ploeg Athletes for Hope, samen met Jens Adams. In het seizoen 2023-24 finishte hij driemaal in de eerste vijf, in de Grote Prijs Oisterwijk in oktober (4de), in de Internationale Cylcocross Rucphen in december (5de) en in de Exact Kasteelcross in Zonnebeke in januari (5de). 
In de aanloop van het seizoen 2024-25 kwam het nieuws dat Tom's manager uit de beginjaren, Hans van Kasteren, hem nog een seizoen in het veld gunt, bij het Cyclis-Van den Plas team uit Zoersel.

### De veldrijder Meeusen
Tom Meeusen staat bekend als een zeer technisch vaardig veldrijder. Dit uit zich vooral in zijn kwaliteit om over de balkjes in het parcours te springen. Dit in navolging van Sven Nys hoewel Meeusen hoger wordt ingeschat op dit gebied. Hij staat ook bekend als de "ijskoning" doordat hij zeer behendig was op besneeuwde of ijzige parcours.

## Erelijst

### Wegwielrennen
2011 - 1 zege
6e etappe Ronde van Servië

### Veldrijden

#### Elite
| Seizoen   | Wereldbeker | Superprestige | DVV Trofee | WK  | EK  | BK  | Overige                   | Totaal aantal zeges |
| --------- | ----------- | ------------- | ---------- | --- | --- | --- | ------------------------- | ------------------- |
| 2009-2010 |             |               |            | NVT | NVT | ↑   |                           | 0                   |
| 2010-2011 | Kalmthout   | Gieten        |            | 10e | NVT | DNF | Woerden, Huijbergen       | 4                   |
| 2011-2012 |             | Hoogstraten   | Lille      | 4e  | NVT | 4e  |                           | 2                   |
| 2012-2013 |             |               |            | DNS | NVT | 10e | Zonnebeke                 | 1                   |
| 2013-2014 | Nommay      | Middelkerke   | Oudenaarde | 5e  | NVT | 4e  | Laarne, Den Bosch, Eeklo  | 6                   |
| 2014-2015 |             | Ruddervoorde  |            | 6e  | NVT | ↑   | Overijse                  | 2                   |
| 2015-2016 |             |               | Loenhout   | 8e  | DNF | 9e  | Ardooie, Rucphen, Lebbeke | 4                   |
| 2016-2017 |             |               |            | DNF | DNS | 6e  | St-Niklaas                | 1                   |
| 2017-2018 |             |               |            | DNS | DNS | DNF |                           | 0                   |
| 2018-2019 |             |               |            | DNS | DNS | 12e |                           | 0                   |
| 2019-2020 |             |               |            | DNS | DNS | 10e |                           | 0                   |
| 2020-2021 |             |               |            | DNS | DNS | 13e |                           | 0                   |
| 2021-2022 |             |               |            | DNS | DNS | 10e | Oisterwijk                | 1                   |
| Totaal    | 2           | 4             | 3          | 0   | 0   | 0   | 12                        | 21                  |

#### Erelijst
| Seizoen   | Aantal zeges     | Regenboogtrui | Europeese kampioenstrui | Belgische kampioenstrui | WB    | SP    | DVV   | UCI |
| --------- | ---------------- | ------------- | ----------------------- | ----------------------- | ----- | ----- | ----- | --- |
| 2010-2011 | 4 overwinningen  | 10e           | NVT                     | DNF                     | 20e   | 7e    | 8e    | 5e  |
| 2011-2012 | 2 overwinningen  | 4e            | NVT                     | 4e                      | 5e    | 4e    | 5e    | 5e  |
| 2012-2013 | 1 overwinning    | DNS           | NVT                     | 10e                     | 11e   | 10e   | 22e   | 18e |
| 2013-2014 | 6 overwinningen  | 5e            | NVT                     | 4e                      | 7e    | Brons | Brons | 6e  |
| 2014-2015 | 2 overwinningen  | 6e            | NVT                     | Zilver                  | 5e    | 4e    | 4e    | 5e  |
| 2015-2016 | 4 overwinningen  | 8e            | DNF                     | 9e                      | 7e    | 6e    | 9e    | 5e  |
| 2016-2017 | 1 overwinning    | DNF           | DNS                     | 6e                      | Brons | 7e    | 7e    | 6e  |
| 2017-2018 | 0 overwinningen  | DNS           | DNS                     | DNF                     | 17e   | 11e   | 11e   | 24e |
| 2018-2019 | 0 overwinningen  | DNS           | DNS                     | 12e                     | 12e   | 8e    | 7e    | 23e |
| 2019-2020 | 0 overwinningen  | DNS           | DNS                     | 10e                     | 12e   | 13e   | 7e    | 25e |
| 2020-2021 | 0 overwinningen  | DNS           | DNS                     | 13e                     | DNS   | 18e   | 20e   | 43e |
| 2021-2022 | 1 overwinning    | DNS           | DNS                     | 10e                     | 17e   | 15e   | 5e    | 29e |
|           |                  |               |                         |                         |       |       |       |     |
| Totaal    | 21 overwinningen |               |                         |                         |       |       |       |     |

#### Jeugd
| Seizoen   | Wereldbeker                               | Superprestige                                                            | DVV Trofee                                    | WK       | EK       | BK       | Overige                                                   | Totaal aantal zeges |
| Junioren  | Junioren                                  | Junioren                                                                 | Junioren                                      | Junioren | Junioren | Junioren | Junioren                                                  | Junioren            |
| --------- | ----------------------------------------- | ------------------------------------------------------------------------ | --------------------------------------------- | -------- | -------- | -------- | --------------------------------------------------------- | ------------------- |
| 2004-2005 |                                           | Hamme-Zogge                                                              | Loenhout, Oostmalle                           | 40e      | 8e       | 4e       | Horendonk, Schriek                                        | 5                   |
| 2005-2006 | Kalmthout                                 | Ruddervoorde, St-Michielsestel, Gavere, Diegem, Vorselaar eindklassement | Essen, Oostmalle                              | ↑        | 37e      | 14e      | Erpe-Mere, Dottignies, Neerpelt, Varsenare, Zolder, Eeklo | 14                  |
| Totaal    | 1                                         | 6 (1x eindklassement)                                                    | 4                                             | 0        | 0        | 0        | 8                                                         | 19                  |
| Beloften  |                                           |                                                                          |                                               |          |          |          |                                                           |                     |
| 2006-2007 |                                           |                                                                          |                                               | DNS      | DNS      | 13e      | Schriek                                                   | 1                   |
| 2007-2008 |                                           | Ruddervoorde, Vorselaar                                                  | Oudenaarde, Baal, Oostmalle eindklassement    | 18e      | 26e      | ↑        | Essen, Erpe-Mere                                          | 8                   |
| 2008-2009 | Kalmthout                                 |                                                                          | Oostmalle                                     | 29e      | DNF      | 5e       | Neerpelt, Zonhoven                                        | 4                   |
| 2009-2010 | Kalmthout, Zolder, Roubaix eindklassement | Gavere, Hamme-Zogge, Gieten, Diegem, Vorselaar eindklassement            | Hasselt, Essen, Loenhout, Baal eindklassement | ↑        | DNF      | NVT      | Neerpelt                                                  | 13                  |
| Totaal    | 4 (1x eindklassement)                     | 7 (1x eindklassement)                                                    | 7 (2x eindklassement)                         | 0        | 0        | 1        | 6                                                         | 25                  |

### Mountainbiken

#### Elite
| Seizoen | Wereldbeker | BK     | Overige     | Totaal aantal zeges |
| ------- | ----------- | ------ | ----------- | ------------------- |
| 2011    |             | 4e     | Averbode    | 1                   |
| 2012    |             | DNF    | Apeldoorn   | 1                   |
| 2013    |             | Zilver | Steenwijk   | 1                   |
| 2014    |             | 9e     | 1e rit BeMC | 1                   |
| 2015    |             | DNF    |             | 0                   |
| 2016    |             | 6e     |             | 0                   |
| 2017    |             | 9e     |             | 0                   |
| 2018    |             | 7e     |             | 0                   |
| 2019    |             | 7e     |             | 0                   |

#### Jeugd
| Seizoen  | Wereldbeker | WK       | EK       | BK       | Overige  | Totaal aantal zeges |          |          |
| Junioren | Junioren    | Junioren | Junioren | Junioren | Junioren | Junioren            | Junioren | Junioren |
| -------- | ----------- | -------- | -------- | -------- | -------- | ------------------- | -------- | -------- |
| 2006     |             | 12e      | 9e       | Goud     |          | 1                   |          |          |
| 2005     |             | 60e      | 24e      | Goud     |          | 1                   |          |          |
| Beloften |             |          |          |          |          |                     |          |          |
| 2007     |             |          |          |          |          | 0                   |          |          |
| 2008     |             |          |          |          |          | 0                   |          |          |
| 2009     |             | 13e      | 10e      | Goud     |          | 1                   |          |          |
| 2010     |             |          |          | 4e       |          | 0                   |          |          |

Baestaens · Bertholet · Dlask · Drucker · Meeusen · K.Pauwels · Štybar · Van Santvliet · Vantornout · Vervecken · B.Wellens · G.Wellens
Baestaens · Bertholet · Dlask · Drucker · Gavenda · Meeusen · K.Pauwels · Štybar · Vantornout · Vervecken · B.Wellens
Baestaens · Bertholet · Dlask · Gavenda · Hník · Meeusen · K.Pauwels · Scevenels · Štybar · van Kessel · Van Mechelen · B.Wellens
Baestaens · Bertholet · Dlask · Gavenda · Grand · Hník · Meeusen · K.Pauwels · Peeters · Štybar · K.Szczepaniak · P.Szczepaniak · van Empel · van Kessel · Van Mechelen · B.Wellens
Adams · K.Baestaens · Dlask · Gavenda · Grand · Hník · Jouffroy · Meeusen · K.Pauwels · Peeters · Štybar · van Empel · van Kessel · B.Wellens
Adams · Al · Grand · Jouffroy · Meeusen · R.Peeters · D.Peeters · van Empel · van Kessel · Vandekinderen · B.Wellens
Adams · Aerts · Al · Jouffroy · Meeusen · R.Peeters · Soete · Van Aert · van Kessel · Vandekinderen · B.Wellens
Aerts · Al · Boets · Cleppe · Hermans · Meeusen · Soete · Van Aert · van Amerongen · van Kessel · Vandekinderen · B.Wellens
Caluwé · Dekker · del Carmen Alvarado · Meeusen · Meisen · Rouiller · Ťoupalík · Turner · Vandebosch · Vandeputte · D. van der Poel · M. van der Poel · Vermeersch
Cortjens · De Bondt · Dekker · del Carmen Alvarado · Devolder · Eibl · Fagerhaug · Hansen · Jans · Janssens · Meeusen · Meisen · Merlier · Rickaert · Rouiller · Stallaert · Tulett · Turner · D. van der Poel · M. van der Poel · Vandeputte · van Trijp · Vergaerde · Vermeersch · Walsleben · Benoist (stagiair) · Clé (stagiair)